# 市政府站 (长春市)

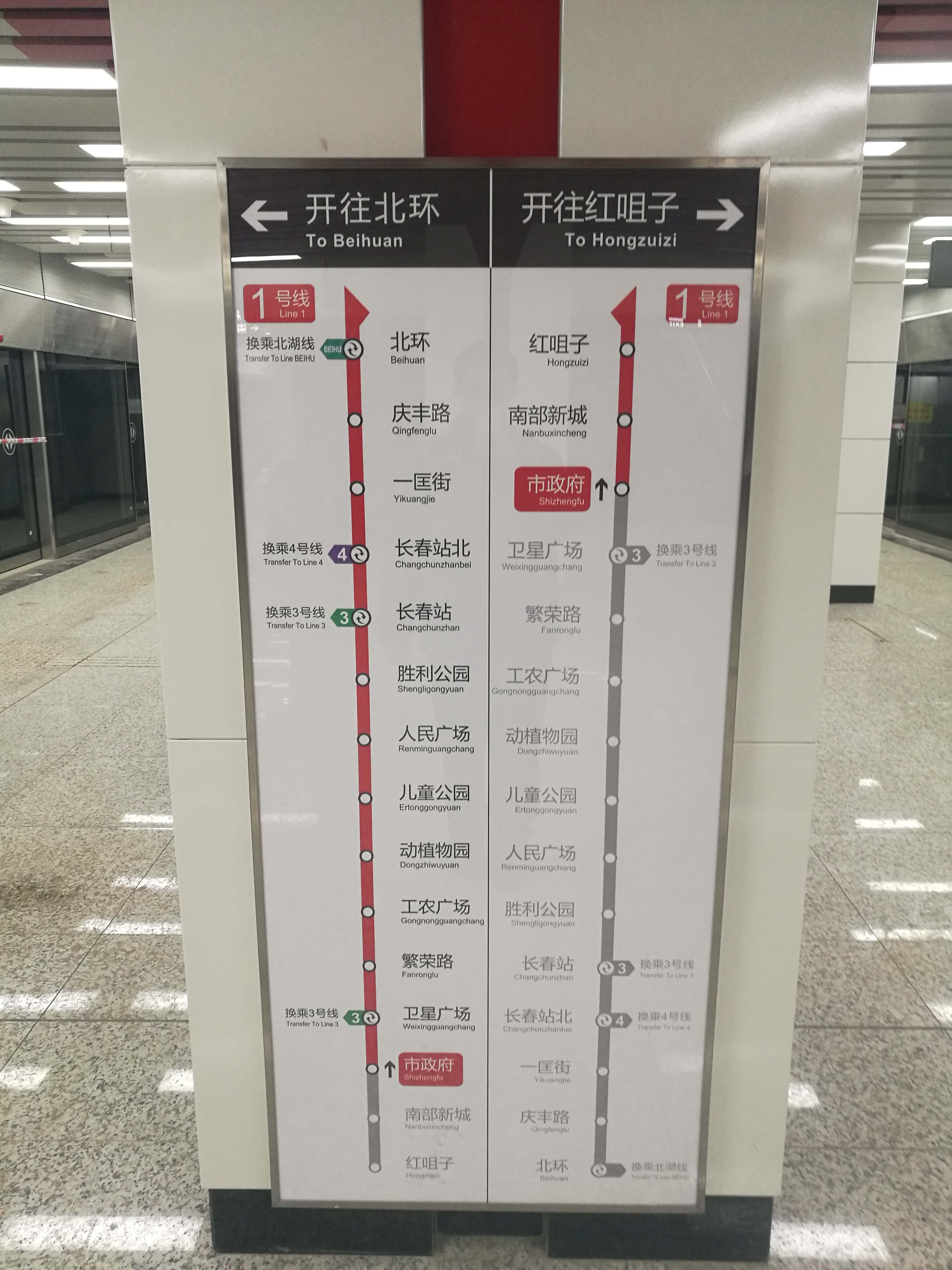
市政府站线路指示牌

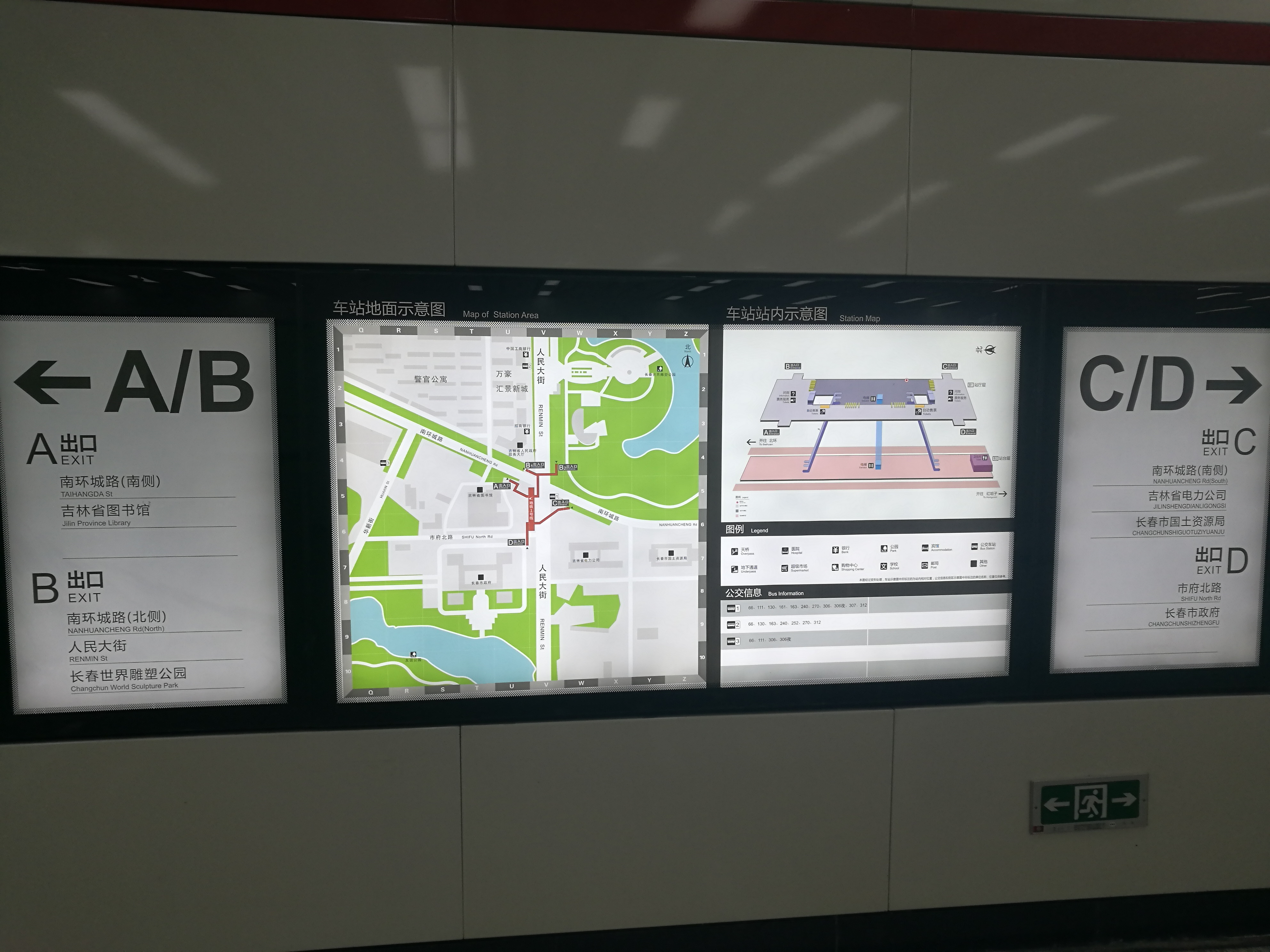
市政府站出入口信息

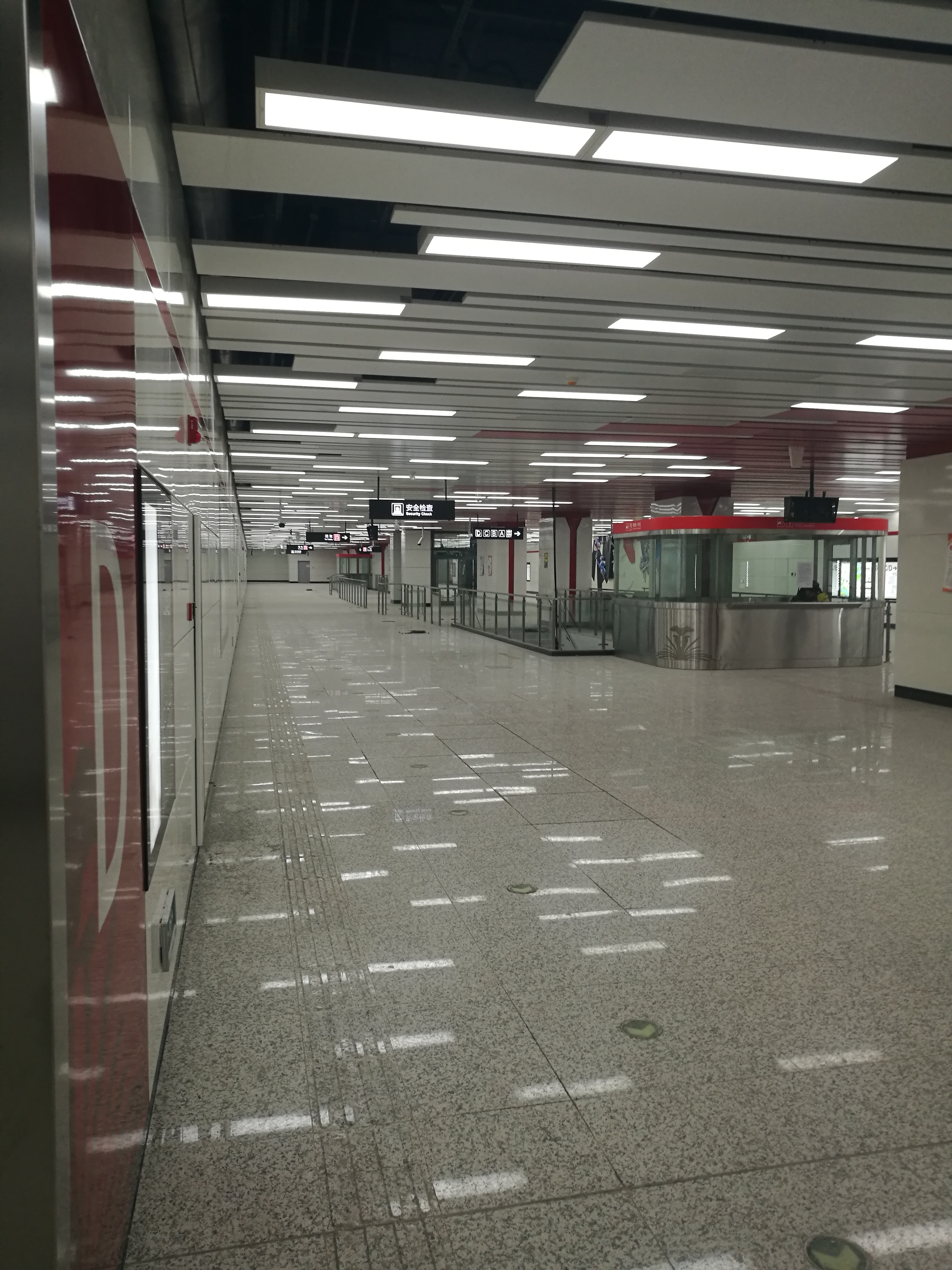
市政府站站厅

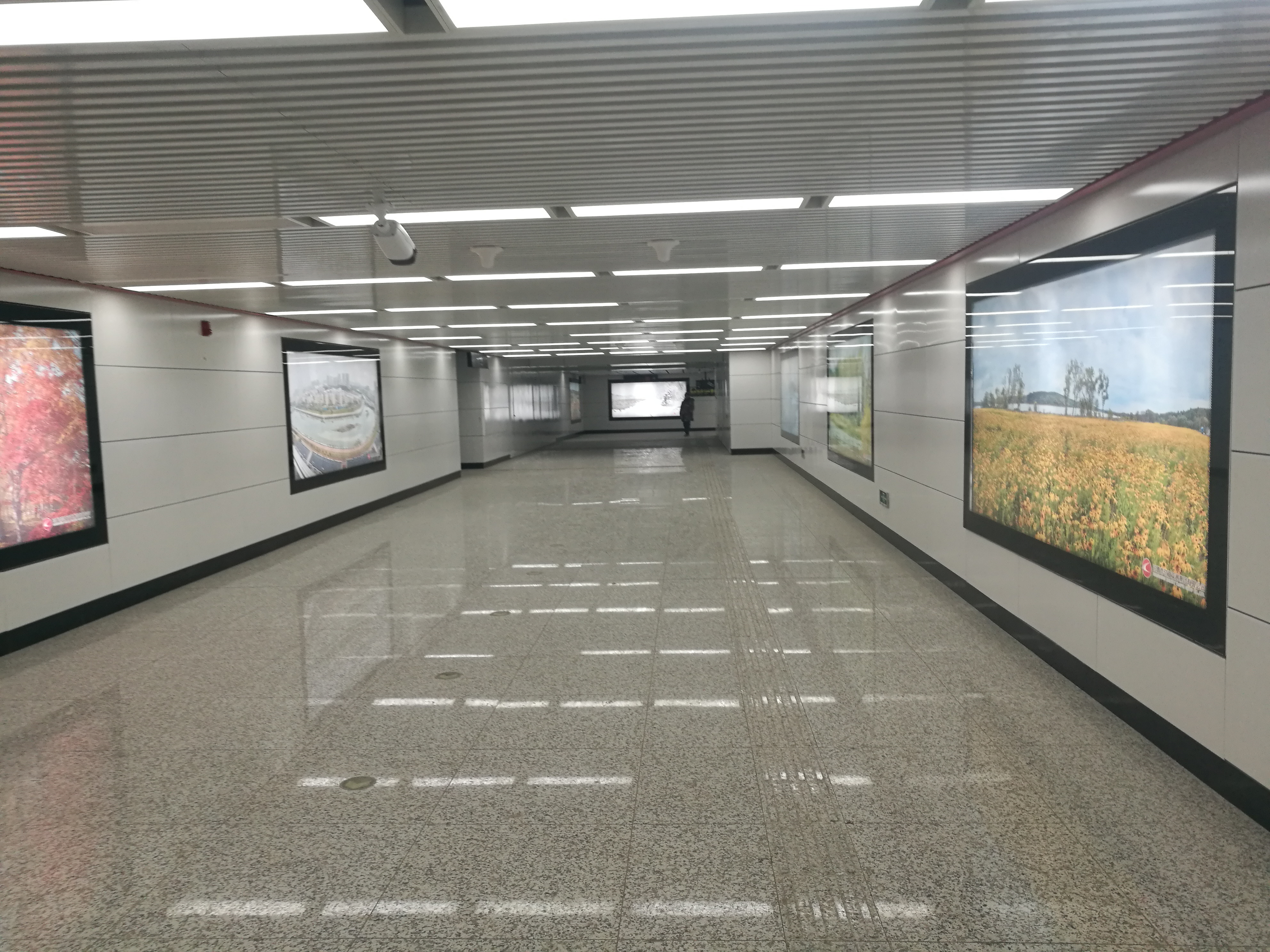
市政府站文化墙

市政府站位于吉林省长春市南关区，是长春轨道交通一号线车站。

## 车站构造
车站形式为岛式二层车站，地下一层为一站厅，地下二层为一号线站台。车站設有全高屏蔽门。

### 车站楼层
| 地面              | 出入口 | A、B1、B2、C、D出入口                                                                                         |
| 地下一层          | 站厅   | 客服中心、自动售票机、验票机                                                                                  |
| 地下二层          | 站台   | \| \| \| █ 1号线往北环城路（卫星广场） \| \| 島式 · 開左邊车门 \| \| \| \| \| \| █ 1号线往红嘴子（华庆路） \| |
|                   |        | █ 1号线往北环城路（卫星广场）                                                                                 |
| 島式 · 開左邊车门 |        | |
|                   |        | █ 1号线往红嘴子（华庆路）                                                                                     |

### 车站出口
车站设置5个出入口，A口位于人民大街西侧、南环城路南侧；B1口位于人民大街西侧、南环城路北侧；B2口位于人民大街东侧，南环城路北侧；C口位于人民大街东侧，南环城路南侧；D口位于人民大街西侧，市府北路南侧
|              |      |                       |                                  |  |
| 出口编号     | 照片 | 出口指示              | 建议前往的目的地                 |  |
| 出口 · A     |      | 人民大街西 南环城路南 | 吉林省图书馆                     |  |
| 出口 · B · 1 |      | 人民大街西 南环城路北 | 吉林省政府政务中心               |  |
| 出口 · B · 2 |      | 人民大街东 南环城路北 | 长春世界雕塑公园                 |  |
| 出口 · C     |      | 人民大街东 南环城路南 | 吉林省电力公司、长春市国土资源局 |  |
| 出口 · D     |      | 人民大街西 市府北路南 | 长春市政府                       |  |

## 公交换乘
该车站周边有66、111、130、161、163、240、252、270、306、307、312路

## 歷史
- 2016年9月30日 - 1号线试通车。